# Helmut Förster (Heimatforscher)
Helmut Förster (* 31. Januar 1922 in Lengenfeld (Vogtland); † 11. November 1993 in Bruchsal) war ein deutscher Heimatforscher und Begründer des Heimatmuseums in Epfenbach und Mitbegründer des Heimatvereins Kraichgau. Für sein lokalgeschichtliches Engagement wurde er vielfach ausgezeichnet.

## Leben
Er erlernte noch im Vogtland den Beruf des Druckers und Schriftsetzers und wurde dann im Zweiten Weltkrieg zur Wehrmacht eingezogen, wo er an Kampfhandlungen in Frankreich, bei Demjansk und in Oberitalien teilnahm. Nach kurzer Kriegsgefangenschaft war er von August 1945 bis August 1946 erstmals in Epfenbach, wo er seine spätere Ehefrau Erna Heckmann kennenlernte. Anschließend war er für ein knappes Jahr im Uranbergbau im Erzgebirge tätig, kehrte aber im August 1947 nach Epfenbach zurück, wo er im November desselben Jahres heiratete. Anschließend war er wieder als Drucker und Schriftsetzer tätig, von 1948 bis 1952 in Epfenbach, später bei Dietz-Druck in Heidelberg, wo er 1963 die Schriftsetzermeisterprüfung absolvierte. 1985 trat er in den Ruhestand.
In Epfenbach gehörte er 28 Jahre dem Gemeinderat an und wurde in den Vorstand mehrerer Vereine berufen.
1965 gründete er einen Arbeitskreis für Heimatgeschichte in Epfenbach. 1968 richtete er im alten evangelischen Pfarrhaus ein erstes Heimatmuseum des Ortes ein. Der Arbeitskreis hatte 1973 rund 180 Mitglieder und wurde danach in einen Verein umgewandelt. Der Verein konnte das Heimatmuseum schließlich 1989 in das restaurierte Haus Zapf (Kreisental 4) gegenüber von Försters Wohnhaus verlegen.
1972 zählte er zu den Mitbegründern des Heimatvereins Kraichgau, dessen Vorstand er ab 1982 angehörte. Nach dem unerwarteten Tod des Vorsitzenden Hans Benz im November 1984 übernahm Förster stellvertretend die Leitung des Vereins. Er blieb bis zu seinem Tod stellvertretender Vorsitzender und war maßgeblich an der Gründung der Kraichgau-Bibliothek Gochsheim beteiligt. Darüber hinaus war er ab 1977 im Redaktionsstab des Jahrbuches Kraichgau und hat sein Fachwissen über die Herstellung und das Layout von Druckwerken auch beratend für weitere Publikationen weitergegeben.
Als Vorstandsmitglied gehörte er außerdem dem Arbeitskreis Heimatpflege Nordbaden an, wo er bei der Planung und Entwicklung von dörflichen Museen beratend zur Seite stand.
Am 30. Oktober 1993 erlitt er in Ubstadt-Weiher einen Herzinfarkt, an dessen Folgen er wenige Tage später im Krankenhaus von Bruchsal verstarb.

## Auszeichnungen
Helmut Förster wurde für sein heimatgeschichtliches Wirken vielfach ausgezeichnet. Er war unter anderem Träger der Ehrennadel des Landes Baden-Württemberg und wurde mit der Ehrenmedaille des Gemeindetages und der Medaille für Verdienste um die Heimat Baden-Württemberg ausgezeichnet. 1989 erhielt er das Bundesverdienstkreuz am Bande.